# Lago di Acerenza
Il lago di Acerenza è un lago artificiale situato presso Acerenza (PZ).

## Indicazioni geografiche
Il lago è stato creato dalla costruzione di una diga nel 1984 che ha sbarrato il corso del fiume Bradano in corrispondenza della confluenza del torrente Rosso ed è raggiungibile attraverso la contrada "il Maglio".
Il lago ricopre quanto resta della strada di collegamento tra il comune di Acerenza e quello di Pietragalla, compreso il vecchio ponte in ferro che permetteva di superare il fiume Bradano, ed è affiancato da una tratta ferroviaria risalente al 1930 che lo costeggia (Ferrovia Altamura-Avigliano-Potenza).

## Indicazioni storiche
All'interno del fondo agricolo detto "Il Maglio" sono ancora visibili le due peschiere della metà del XIX secolo, a valle di due sorgenti (la cui acqua è molto apprezzata dagli abitanti di Acerenza).
Il nome del fondo deriva dal soprannome di un antico fattore della famiglia Vergaglia, noto per la sua formidabile forza fisica e durezza di carattere, detto, appunto, "il Maglio".

## Ambiente naturale

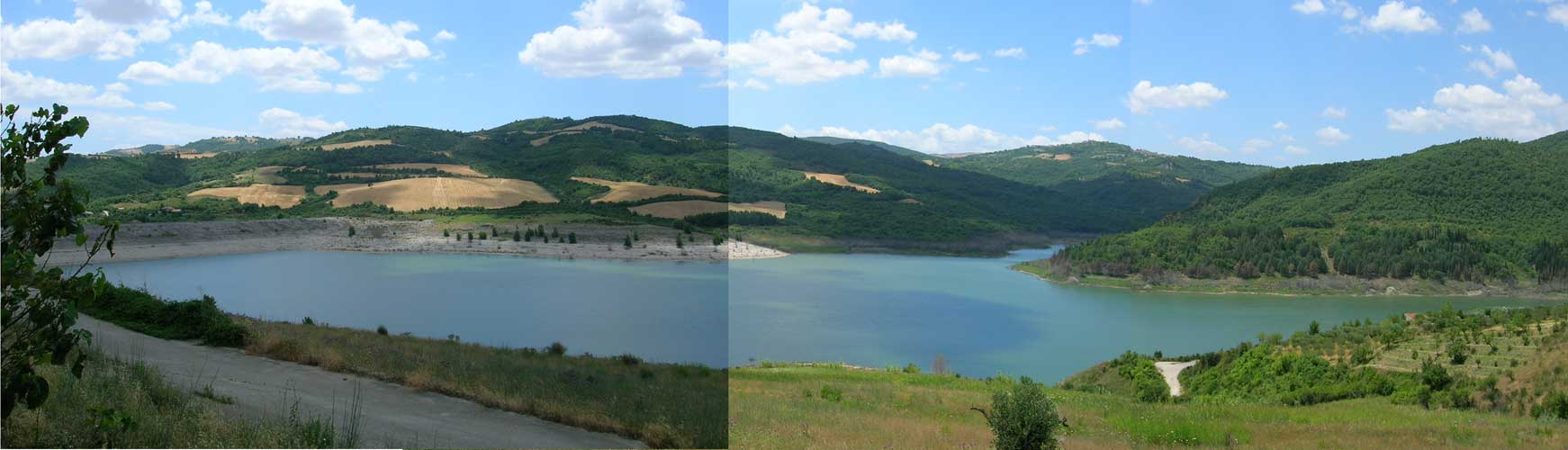
Panorama del lago visto dal casotto "Il Maglio" (in fotocomposizione)

Si trova in una zona montuosa in forte pendenza, nell'Appennino lucano, caratterizzata da formazioni poco permeabili, in cui sono presenti argille a scaglie ed arenarie dell'eocene.
Il lago è circondato per due terzi da boschi di grande rilevanza botanica ed ecologica residui delle antiche e ben più estese foreste del Vulture altobradano, con la tipica fauna appenninica: il lupo Canis lupus italicus, cinghiali, la rara lepre italica Lepus corsicanus il gatto selvatico Felis silvestris silvestris, la lontra, l'istrice, il ghiro, il moscardino, il riccio e la volpe la faina, la donnola, La puzzola, e la martora.
È possibile osservare il nibbio reale, il nibbio bruno, cormorani, folaghe, lo sparviero, il falco pecchiaiolo, il picchio rosso, l'upupa e in orario notturno esemplari di gufo in caccia. Il birdwatching può essere praticato da un casotto rurale nel fondo de "Il Maglio", situato sul lato est del lago: la luce migliore per le fotografie naturalistiche è quella della prima mattinata, con il sole alle spalle e il lago di fronte.
Nel lago, anche grazie agli incontrollati ripopolamenti per la pesca sportiva, vi è la presenza di numerose specie ittiche aliene, quali i pesci gatto americani, persici trota, carpe amur, carrassi e trote non autoctone. Si possono trovare comunque il cavedano, il barbo, l'anguilla, la carpa, la tinca, l'endemica Alborella Appenninica Alburnus albidus ed altre specie autoctone.